# NGC 826-2
NGC 826-2 (другое обозначение — ZWG 504.19) — галактика в созвездии Треугольник.
Этот объект не входит в число перечисленных в оригинальной редакции «Нового общего каталога» и был добавлен позднее.